# Excelsis Dei
Excelsis Dei (Excelsis Dei) est le 11e épisode de la saison 2 de la série télévisée X-Files. Dans cet épisode, une infirmière en maison de retraite affirme avoir été violée par une entité invisible.

## Résumé
À l'Excelsis Dei, une maison de retraite située à Worcester dans le Massachusetts, l'infirmière Michelle Charters réprimande deux pensionnaires qui regardent un match de boxe alors qu'ils devraient dormir. Après avoir quitté la pièce, Charters fait part à son collègue Gung Bituen du harcèlement sexuel qu'elle subit de la part des pensionnaires. Quelques instants plus tard, alors qu'elle prépare le lit d'une chambre inoccupée, la porte se ferme spontanément. Le lit se déplace tout seul, bloquant l'accès à la porte. Charters se retrouve alors projetée sur le matelas et les sangles se referment autour de ses poignets, tandis qu'elle se débat et appelle à l'aide.
Aux bureaux du FBI à Washington, Scully montre à Mulder la vidéo du témoignage de Charters. Les images révèlent de nombreuses blessures et ecchymoses. Scully indique que les blessures sont concordantes avec un viol, que Charters déclare avoir subi. Cependant, Scully se montre plus réservée quand elle révèle que Charters affirme que son assaillant est une entité invisible. Mulder répond que plusieurs X-Files comportent des histoires similaires et que la violence du traumatisme peut effacer le visage du violeur de la mémoire de la victime. Cependant, Charters affirme connaître l'identité de son agresseur. Il s'agirait de l'un des pensionnaires de l'Excelsis Dei.

## Distribution
- David Duchovny : Fox Mulder
- Gillian Anderson : Dana Scully
- Frances Bay : Dorothy
- Teryl Rothery : Michelle Charters
- Eric Christmas : Stan Philips
- David Fresco : Hal Arsden
- Sab Shimono : Gung Bittuen
- Tasha Simms : Laura Kelly
- Sheila Moore : Madame Dawson
- Paul Jarrett : un veilleur de nuit
- Jon Cuthber : Tiernan
- Jerry Wasserman : Dr John Drago
- Ernie Prentice : Leo Kreutzer

## Accueil

### Audiences
Lors de sa première diffusion aux États-Unis, l'épisode réalise un score de 8,9 sur l'échelle de Nielsen, avec 15 % de parts de marché, et est regardé par 14,20 millions de téléspectateurs.

### Critique
L'épisode recueille des critiques mitigées. Sarah Stegall, du site Munchkyn Zone, lui donne la note de 3/5. Le magazine Entertainment Weekly lui donne la note de B-. John Keegan, du site Critical Myth, lui donne la note de 6/10.
Zack Handlen, du site The A.V. Club, évoque un épisode qui avait un bon potentiel mais dont la conclusion laisse grandement sur sa faim. Le site Le Monde des Avengers lui donne la note de 2/4. Dans leur livre sur la série, Robert Shearman et Lars Pearson lui donnent la note de 1/5.